# Hochaltingen
Hochaltingen (Rieser Schwäbisch Hoolde) ist ein Pfarrdorf und Ortsteil der Gemeinde Fremdingen im schwäbischen Landkreis Donau-Ries in Bayern.

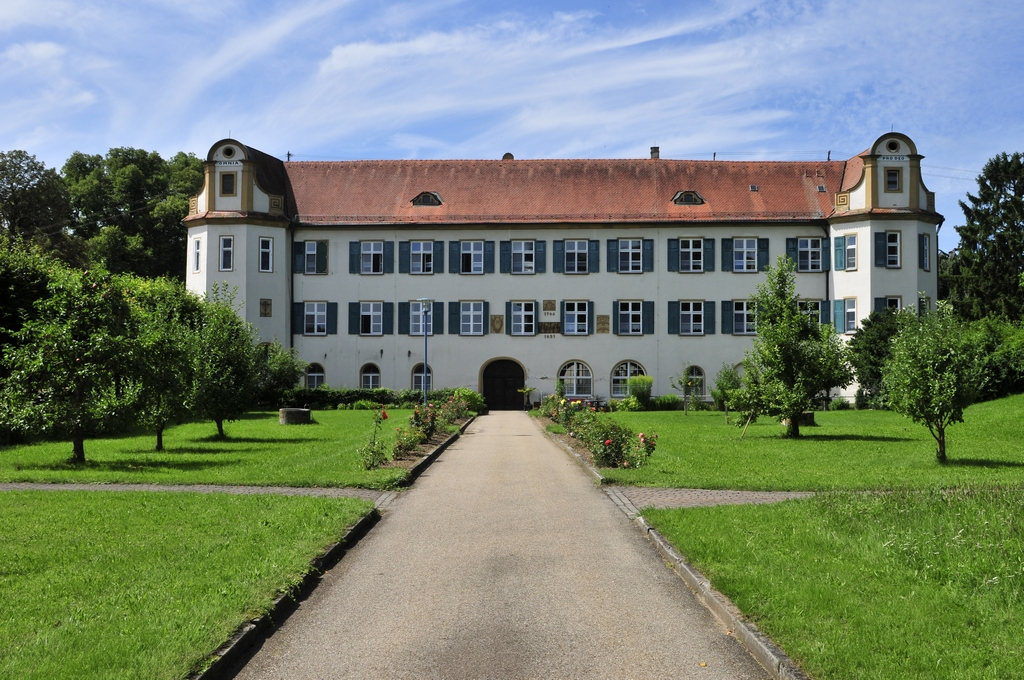
Schloss in Hochaltingen

## Geschichte
Als Besitzer des Dorfes wird 1153 ein Ortsadelsgeschlecht genannt, der Ort selbst wird als „Haheltingen“ überliefert. Ab 1238 sind die Edelherren von Hürnheim im Besitz des Ortes, die sich seitdem Herren von Hürnheim-Niederhaus-Haheltingen nennen. Das Geschlecht starb 1585 im Mannesstamm aus und die Erbin Cordula brachte den Besitz den Freiherren von Welden zu. 1764 verkauften diese den Ort an die Grafen von Oettingen-Spielberg für einen Wert von ca. 550.000 Rheinischen Gulden. Am 1. Mai 1978 wurde das bis dahin selbständige Hochaltingen in die Gemeinde Fremdingen eingegliedert.

## Bauwerke
In Hochaltingen befinden sich die Pfarrkirche Mariä Himmelfahrt und das Schloss Hochaltingen.

## Exerzitien Haus St. Ulrich
Im Ortszentrum befindet sich das bundesweit bekannte katholische Exerzitien Haus St. Ulrich. Träger ist die gemeinnützige „St.-Ulrich-Stiftung“.

## Persönlichkeiten
- Ludwig Joseph von Welden (* 1727 in Hochaltingen; † 1788 in Freising), Fürstbischof von Freising